# Ian Hunter
Ian Hunter, född Ian Hunter Patterson 3 juni 1939 i Oswestry i Shropshire, är en brittisk musiker och låtskrivare. Han var frontman för glamrockgruppen Mott the Hoople mellan 1969 och 1974. Sedan dess har han arbetat som soloartist och samarbetat med många andra musiker. 

## Biografi

### De tidiga åren
Ian Hunter började sin karriär tillsammans med Colen York och Colin Broome i en skifflegrupp som uppträdde i en talangjakt i början på 1960-talet. De båda ovan nämnda hörde vid den tiden till ett band som hette The Apex, som Hunter snart anslöt sig till. I Northampton bildade han ett eget band, Hurricane Henry and the Shriekers. 
1966 flyttade han till London, där han blev medlem i The Scenery, men 1968 bildade han sitt eget At Last The 1958 Rock and Roll Show, som senare bytte namn till Charlie Woolfe. Han spelade i olika band under det sena 60-talet, bland annat The New Yardbirds och kompade många andra artister. Han arbetade också som journalist, vägarbetare och låtskrivare. 

### Mott the Hoople
- Huvudartikel: Mott the Hoople

Mott The Hoople var ett band Hunter togs in i som sångare och pianist år 1969 (det hette tidigare Silence). Han hade vid den tiden blivit känd för att alltid bära solglasögon, en sorts varumärke. 
Mott the Hoople hade trots fina recensioner svårt att slå igenom och var redan på väg att ge upp då David Bowie hjälpte dem på benen genom att skriva hiten All The Young Dudes, som kom att bli en rockklassiker. Men på tröskeln till det stora genombrottet lämnade Hunter gruppen, som fortsatte under namnet Mott och snabbt föll i glömska.

### Solokarriären
1975 släppte Hunter sin första soloskiva med namnet Ian Hunter tillsammans med Mick Ronson och fick en Top 40-hit i England. Hans mest sålda soloskiva är You’re Never Alone With A Schizofrenic från 1979. Under sin karriär har han arbetat med artister som Queen, Mick Jones, Hanoi Rocks, Jaco Pastorius och David Bowie. Hans senaste skiva Man Overboard kom ut sommaren 2009, uppföljare till Shrunken Heads från 2007. Ledande kritiker i USA ansåg att 70-åringen med sitt melodiskapande och sin poesi var vitalare än någonsin.

## Hunters Band
- The Apex
- Hurricane Henry and the Shriekers
- The Scenery
- At Last The 1958 Rock and Roll Show
- Mott the Hoople

## Diskografi
- Mott the Hoople (Mott the Hoople, 1969)
- Mad Shadows (Mott the Hoople, 1970)
- Wildlife (Mott the Hoople, 1971)
- Brain Capers (Mott the Hoople, 1971)
- All the Young Dudes (Mott the Hoople, 1972)
- Mott (Mott the Hoople, 1973)
- The Hoople (Mott the Hoople, 1974)
- Mott the Hoople Live (Mott the Hoople, 1974)
- Ian Hunter (Solo, 1975)
- All American Alien Boy (Solo, 1976)
- Overnight Angels (Solo, 1977)
- You're Never Alone with a Schizophrenic (Solo, 1979)
- Welcome To The Club (Solo, 1980)
- Short Back 'n' Sides (Solo, 1981)
- All Of The Good Ones Are Taken (Solo, 1983)
- YUI ORTA (Solo, 1989)
- Dirty Laundry (Solo, 1995)
- The Artful Dodger (Solo, 1996)
- Missing In Action (Solo, 2000)
- Once Bitten Twice Shy (Solo, 2000)
- Rant (Solo, 2001)
- Strings Attached (DVD och CD) (Solo, 2004)
- The Truth, The Whole Truth, Nuthin' But The Truth (DVD och CD) (Solo, 2005)
- Shrunken Heads (Solo, 2007)
- Man overboard (Solo, 2009)
- When I'm President (2012)